# 寉岡萌希
寉岡 萌希（つるおか もえき、1992年2月25日 - ）は、日本の女優である。神奈川県出身。ティー・アーティスト所属。

## 人物
1997年、フジテレビ系列テレビドラマ『結婚させない女』でデビュー。以降ドラマ、映画、CM等で活躍。姉は女優の寉岡瑞希。

## 出演

### テレビドラマ
- 金曜エンタテイメント 結婚させない女（1997年8月22日、フジテレビ） - 高倉千鶴 役
- 花王 愛の劇場 熱中家族（1998年2月 - 4月、TBS） - 足立美咲 役
- はぐれ刑事純情派PART11 第19話（1998年8月15日、テレビ朝日） - 江上明日香 役
- 天気予報の恋人（2000年4月10日 - 6月26日、フジテレビ） - 白石雪美 役
- 火曜サスペンス劇場 松本清張スペシャル 内海の輪（2001年3月27日、日本テレビ）
- 明日があるさ（2001年4月21日 - 6月30日、日本テレビ） - 浜田ほのか 役
- 成り上がり（2002年、フジテレビ）
- マイリトルシェフ（2002年7月10日 - 9月11日、TBS）
- ほんとにあった怖い話 夜話の窓（2004年2月21日、フジテレビ）
- ちゅらさん3（2004年9月13日 - 10月11日、NHK） - 辻内愛子 役
- 金曜エンタテイメント 名司会者・寿鶴子 殺人スピーチ（2005年6月24日、フジテレビ） - 美鈴 役
- フジテレビヤングシナリオ大賞「アンプラグド～unplugged～」（2005年12月17日、フジテレビ） - 粕谷里香 役
- 偽りの花園（2006年、フジテレビ） - 糸川ひかる 役
- 怪奇大作戦 セカンドファイル 第1話「ゼウスの銃爪（ひきがね）」（2007年4月2日、NHKBS-hi、NHKBS-1） - 斉藤美智 役
- 月曜ゴールデン ご近所探偵・五月野さつき ゴミと罰（2007年4月23日、TBS） - 五月野桂子 役
- 金曜エンタテイメント 名司会者・寿鶴子 殺人スピーチ3（2007年4月13日、フジテレビ）
- 月曜ゴールデン ご近所探偵・五月野さつき2 殺意の同窓会（2007年11月19日、TBS） - 五月野桂子 役
- コスプレ幽霊 紅蓮女 第8・10話（2008年2月29日・3月14日、テレビ東京） - 辺倉珠代 役
- 山田太一ドラマSP・本当と嘘とテキーラ（2008年5月、テレビ東京） - 川本里花 役
- 月曜ゴールデン ご近所探偵・五月野さつき3 殺意のキャンプ場（2008年12月1日、TBS） - 五月野桂子 役
- 月曜ゴールデン ご近所探偵・五月野さつき4 旅立ちの代償（2009年8月3日、TBS） - 五月野桂子 役
- 仮面ライダーオーズ/OOO 第5・6話（2010年10月3日・10日、テレビ朝日） - 山野遥 役
- スペシャルドラマ ST 警視庁科学特捜班（2013年4月10日、日本テレビ）
- ドS刑事 第9話（2015年6月6日、日本テレビ） - 墨田緑 役

### 教育番組
- マテマティカ（1999年4月 - 2004年3月、NHK教育）

### 映画
- 明日があるさ THE MOVIE（2002年） - 浜田ほのか 役
- Lost&Found（2006年）
- 地球の魅力（2006年）
- 地球でたったふたり（2007年） - 主演・ユイ 役
- Second coming（2008年） - 主演
- 僕らのワンダフルデイズ（2009年）
- 掌の小説 第2話「有難う」（2010年） - 菊子（14歳） 役
- ヘヴンズ ストーリー（2010年） - 主演・サト 役
- リュウグウノツカイ（2014年） - 主演・真姫 役
- 走れ、絶望に追いつかれない速さで（2016年） - 斉木環奈 役
- 世界を変えなかった不確かな罪（2017年） - 主演・ピノ 役
- 誰かの花（2021年）

### 教育映画
- こんな時どうする?

### CM
- 栄光ゼミナール
- 日本ハム 森の香り
- エプソン カラリオ
- 花王 メリット、クリアクリーン
- 東京モノレール
- エバラ ハンバーグソース
- ワクイコーポレーション プチイヌ
- ミスタードーナツ
- JCBカード
- 日本医師会

### VP
- P&G アリエール
- 稲川淳二 怪奇事件簿2「近所の女の子」
- 小学校教材ビデオ「人とのかかわり」 - 静香 役

### スチル
- 松坂屋

### PV
- BUMP OF CHICKEN「車輪の唄」（2004年）